# Valea Seacă, Iași
Valea Seacă là một xã thuộc hạt Iași, România. Dân số thời điểm năm 2002 là 5859 người.